# Communauté d'agglomération Val-et-Forêt
Pour les articles homonymes, voir Val.
La communauté d'agglomération Val-et-Forêt est une ancienne communauté d'agglomération française située dans le département français du Val-d'Oise, et la région Île-de-France.
Elle a disparu le 1er janvier 2016 en fusionnant avec une autre intercommunalité pour former la communauté d'agglomération Val Parisis.

## Histoire
Fondée en 2000, Val-et-Forêt est tout d'abord une communauté de communes incluant les villes de Eaubonne, Ermont, Le Plessis-Bouchard, Montlignon et Saint-Prix.
À partir du 30 septembre 2003 elle se transforme en communauté d'agglomération.
Le  5 décembre 2003, Franconville devient la sixième commune à rejoindre la communauté d'agglomération.
Le 1er janvier 2009, la commune de Saint-Leu-la-Forêt a rejoint la Communauté d'agglomération Val-et-Forêt, mais celle de Franconville la quitte.
Dans le cadre de l'élaboration du schéma régional de coopération intercommunale prévu par la loi de modernisation de l'action publique territoriale et d'affirmation des métropoles (Loi MAPAM), il avait été prévu l'éclatement de Val-et-Forêt, les communes de Saint-Leu-la Forêt, Le Plessis-Bouchard, Ermont ayant vocation à rejoindre la communauté d'agglomération du Parisis et Eaubonne, Saint-Prix et Montlignon rejoignant, elles, la communauté d'agglomération de la vallée de Montmorency (CAVAM). Compte tenu de protestations tenant notamment à la séparation d'Ermont et d'Eaubonne entre deux structures intercommunales distinctes, le schéma définitif approuvé par le préfet d'Île-de-France le 4 mars 2015 prévoit l'intégration de l'ensemble des communes de Val-et-Forêt dans la CA du Parisis.
Dans le cadre de la mise en œuvre de la loi MAPAM du 27 janvier 2014, qui prévoit la généralisation de l'intercommunalité à l'ensemble des communes et la création d'intercommunalités de taille importante, le préfet de la région d'Île-de-France approuve le 4 mars 2015 un schéma régional de coopération intercommunale qui prévoit notamment « l'extension du périmètre de la communauté d'agglomération Le Parisis aux communes de Frépillon, Saint-Leu-la-Forêt, Le Plessis-Bouchard, Ermont et Eaubonne ». 
Le préfet du Val-d'Oise prend en conséquence le 14 décembre 2015 un arrêté « portant fusion des communautés d'agglomération « Le Parisis » et « Val et Forêt », et extension de périmètre à la commune de Frépillon au 1er janvier 2016 ». Cette nouvelle intercommunalité prend la dénomination de communauté d'agglomération Val Parisis..

## Géographie
Troisième communauté d'agglomération du Val-d'Oise[Quand ?], Val-et-Forêt s’étendait sur une superficie de 2 728 hectares et comptait plus de 3 000 entreprises.

### Composition
La communauté regroupait depuis 2009 les communes suivantes :
| Nom                 | Code Insee | Gentilé               | Superficie (km2) | Population (dernière pop. légale) | Densité (hab./km2) |
| ------------------- | ---------- | --------------------- | ---------------- | --------------------------------- | ------------------ |
| Ermont (siège)      | 95219      | Ermontois             | 4,16             | 28 925 (2014)                     | 6 953              |
| Eaubonne            | 95203      | Eaubonnais            | 4,42             | 24 393 (2014)                     | 5 519              |
| Le Plessis-Bouchard | 95491      | Plessis-Buccardésiens | 2,69             | 8 103 (2014)                      | 3 012              |
| Montlignon          | 95426      | Montlignonnais        | 2,84             | 2 710 (2014)                      | 954                |
| Saint-Prix          | 95574      | Saint-Prissiens       | 7,93             | 7 181 (2014)                      | 906                |
| Saint-Leu-la-Forêt  | 95563      | Saint-Loupiens        | 5,24             | 15 072 (2014)                     | 2 876              |

## Organisation

### Les élus
La Communauté d'agglomération était administrée par son Conseil communautaire, composé pour la mandature 2014-2020, de 36 conseillers communautaires, qui sont des conseillers municipaux  représentant chaque commune membre, à raison de : 

- 10 représentants pour Ermont ;

- 9 représentants pour Eaubonne ;

- 6 représentants pour Saint-Leu-la-Forêt ;

- 4 représentants pour le Plessis-Bouchard et Saint-Prix ;

- 3 représentants pour Montlignon.
Le conseil communautaires du 23 avril 2014 a élu son nouveau président,  	Xavier Haquin, maire-adjoint d'Ermont, ainsi que ses 7 vice-présidents, qui sont : 
1. Sébastien Meurant, maire de Saint-Leu-la-Forêt, délégué aux finances, à l'administration générale et à la culture ;
2. Alain Goujon, maire de Montlignon, délégué au développement économique et au développement du territoire ;
3. Grégoire Dublineau, maire d'Eaubonne; délégué à l'aménagement de la ZAC d'Ermont-Eaubonne ;
4. Gérard Lambert-Motte, maire du Plessis-Bouchard, délégué à l'aménagement du territoire (dont la ZAC du Bois Servais), à l'équipement et à la voirie ;
5. Jean-Pierre Enjalbert, maire de Saint-Prix, délégué à  l'environnement, au développement durable, au contrat de territoire et aux transports ;
6. Gérard Bourse, maire-adjoint de Saint-Prix, délégué à  l'emploi et à l'insertion ;
7. Gérald Sarizafy, maire-adjoint d'Eaubonne, délégué à la sécurité et de la prévention[7].

Ensemble, ils constituaient le bureau de l'intercommunalité pour la mandature 2014-2015.

### Liste des présidents
| Période                                  | Période          | Identité      | Étiquette | Qualité                                                                          |
| ---------------------------------------- | ---------------- | ------------- | --------- | -------------------------------------------------------------------------------- |
| Les données manquantes sont à compléter. |                  |               |           |                                                                                  |
| ?                                        | 2014             | Alain Goujon  | UMP       | Maire de Montlignon (1983 → )                                                    |
| 23 avril 2015                            | 31 décembre 2015 | Xavier Haquin | UMP       | 1er maire-adjoint d'Ermont (2014 → ) Conseiller départemental d'Ermont (2015 → ) |

### Compétences
La communauté d'agglomération exerçait les compétences qui lui avaient été transférées par les communes membres, dans les conditions définies par le code général des collectivités territoriales. Il s'agit de :
- Aménagement de l'espace communautaire, des transports urbains et du stationnement : 
  - réhabilitation du quartier de la gare d’Ermont-Eaubonne,
  - élaboration d'un plan local de déplacements urbains (PLD) incluant les circulations douces,
  - mise place du réseau ValBus et d’une ligne de bus transversale intercommunale (ligne 35-05)
- Développement économique d'intérêt communautaire, formation et insertion : 
  - lutte contre les freins à l’emploi,
  - gestion, amélioration et promotion des zones d'activité économiques, des pépinières et des hôtels d'entreprises existants,
  - création de nouvelles zones d'activités, notamment au cœur du futur quartier de la gare, avec la création, sur ce secteur, de plusieurs milliers de mètres carrés de bureaux, de services et de commerces
- Politique du logement et du cadre de vie : élaboration et mise en place d'un programme local de l'habitat (PLH)
- Politique de la ville, sécurité, prévention : mise en place d’un Conseil intercommunal de sécurité et de prévention de la délinquance (CISPD) et d’une police municipale intercommunale.
- Protection et mise en valeur de l'environnement
- Eau potable
- Création, aménagement, entretien de la voirie d'intérêt communautaire
- Politique communautaire de développement de la lecture, de la musique de la danse et du théâtre
- Mise en place d'un outil d'information sur les équipements et activités sportives des communes-membres
- Mise en valeur et sauvegarde du Patrimoine d'intérêt communautaire

## Réalisations et projets

### La Charte communautaire de Val et Forêt
La charte communautaire, adoptée le 11 septembre 2002 par le conseil de la communauté de communes Val et Forêt et ratifiée par les conseils municipaux concernés, définit les modes de fonctionnement et le rôle de la Communauté.
Elle explicite la volonté d'une représentation égalitaire de chaque commune dans le Conseil communautaire, afin de préserver l'identité de chaque commune, quelle que soit sa population ou sa contribution fiscale à la communauté.
Contrairement à l'esprit de la loi, la communauté d'agglomération n'est chargée que de manière subsidiaire de mettre en œuvre ses champs de compétence, la priorité relevant de chaque démarche municipale.

### La ZAC d'Ermont-Eaubonne
La communauté d'agglomération Val et Forêt réalise notamment la Zone d'Aménagement Concertée (ZAC) autour de la Gare Ermont-Eaubonne, qui vise à construire un nouveau quartier de logements et de bureaux. Élaborée notamment par Hugues Portelli lorsqu'il était Président de la communauté, cette opération, en cours de réalisation, a déclenché plusieurs vives polémiques.
La première tient au coût financier de l'aménagement de la ZAC à la suite d'un rapport de la Cour des comptes très critique sur la gestion financière de l'opération. En 2013, le déficit public est estimé à 20 millions d'euros alors que l'aménageur privé devrait dégager plus de 18 millions d'euros de bénéfices. Par ailleurs des critiques sont émises sur le fait que l'aménageur Nexity ne participe pas au financement des équipements et des espaces verts.
La seconde tient aux embouteillages, difficultés de circulation et de stationnement dans le quartier depuis le début des travaux et l'installation des nouveaux habitants. Selon l'Echo-régional, cet encombrement serait le plus important de la Vallée de Montmorency, et le quartier serait "au bord de l'asphyxie".